# Huitième district congressionnel du Maryland
Le 8e district congressionnel du Maryland est un district de l'État américain du Maryland, il est entièrement concentré dans le comté de Montgomery. Adjacent à Washington, D.C., le 8e district comprend bon nombre des banlieues intérieures les plus riches de la ville, notamment Bethesda, Chevy Chase et Potomac. Il comprend également plusieurs communautés plus diversifiées sur le plan économique et racial, dont les plus peuplées sont Rockville et Silver Spring.
Avec un revenu médian des ménages de 120 948 $, c'est le neuvième district congressionnel le plus riche du pays. Le 8e district compte également la huitième plus grande proportion de résidents titulaires d'au moins un baccalauréat, à 63,9 %. Ces chiffres supérieurs à la moyenne sont en grande partie dus à la présence importante du gouvernement fédéral dans la ville voisine de Washington, où des milliers d'habitants du 8e se rendent quotidiennement au travail. Plusieurs agences fédérales sont également situées dans le 8e district, notamment la Food and Drug Administration, les National Institutes of Health, la Nuclear Regulatory Commission et le Walter Reed National Military Medical Center. Deux sociétés Fortune 500 ont leur siège social dans le district : Lockheed Martin et Marriott International. Près de 40 % des habitants du district sont des immigrants, la plupart venant du Salvador, d'Éthiopie, d'Inde, de Chine, de Corée, du Guatemala et du Pérou. Le district comprend la région de Little Ethiopia à Silver Spring et Takoma Park, et compte la plus grande population éthiopienne américaine de tous les districts congressionnels.
Politiquement, le district est fortement libéral. Il a régulièrement envoyé des Représentants démocrates au Congrès par de larges marges depuis 2002. En 2020, Joe Biden a remporté près de 80 % de ses voix. Il est actuellement représenté par le Démocrate Jamie Raskin depuis 2017.

## Histoire
Le district a été créé après le recensement de 1790 à temps pour l'élection de 1792, a été aboli après le recensement de 1830 et a été rétabli après le recensement de 1960.
Lors du redécoupage après le recensement de 2000, la législature du Maryland, dominée par les démocrates, a cherché à renverser la républicaine alors sortante Connie Morella. Une proposition est allée jusqu'à diviser le district en deux, en donnant effectivement un au sénateur d'État Christopher Van Hollen, Jr. et forçant Connie Morella, alors titulaire, à se présenter contre le populaire délégué de l'État du Maryland et membre de la famille politique Kennedy, Mark Kennedy Shriver. Le plan de redécoupage final était moins ambitieux, restaurant un éperon oriental fortement démocrate du comté de Montgomery supprimé lors du redécoupage de 1990 vers le 8e district, ainsi que l'ajout d'une partie adjacente du comté fortement démocrate de Prince George situé dans le 5e district congressionnel du Maryland. Bien qu'il ait forcé Van Hollen et Shriver à se présenter l'un contre l'autre dans une primaire coûteuse, le changement a rendu le district encore plus démocrate que son prédécesseur, et Van Hollen a battu Morella en 2002.
De 2003 à 2013, le district se composait principalement de la plus grande partie du comté de Montgomery, comprenant également une petite partie du comté de Prince George. Le district comprend désormais la majeure partie du comté de Frederick (mais pas la ville de Frederick), le sud du comté de Carroll et une bande du comté de Montgomery qui se rétrécit au nord puis s'élargit au sud pour englober presque toute la zone « à l'intérieur du périphérique ». Le quartier redessiné est légèrement moins démocrate que son prédécesseur. Alors que les parties Carroll et Frederick du district sont fortement républicaines, la partie du comté de Montgomery compte deux fois plus d'habitants que le reste du district réuni, et l'inclinaison démocrate de Montgomery est suffisante pour maintenir le district dans la colonne démocrate. Depuis que Morella a quitté ses fonctions, aucun républicain n'a franchi la barre des 40 %.

## Géographie
| #  | Comté           | Siège          | Population |
| -- | --------------- | -------------- | ---------- |
| 31 | Montgomery      | Rockville      | 1 058 474  |
| 33 | Prince George's | Upper Marlboro | 947 430    |

### Villes de 10 000 habitants ou plus
- Silver Spring - 81 015
- Bethesda - 68 056
- Rockville - 67 117
- Wheaton - 52 150
- Aspen Hill - 51 063
- North Bethesda - 50 094
- Potomac - 47 018
- Olney - 35 820
- Montgomery Village - 34 893
- Fairland - 25 396
- North Potomac - 23 790
- Redland - 18 592
- Takoma Park - 17 629
- Calverton - 17 316
- Damascus - 17 224
- Glenmont - 16 710
- White Oak - 16 347
- Colesville - 15 421
- Cloverly - 15 285
- Flower Hill - 14 108
- Kemp Mill - 13 378
- Travilah - 11 985
- Chevy Chase - 10 176

### Villes de 2 500 à 10 000 habitants
- North Kensington - 9 497
- Leisure World - 9 215
- South Kensington - 8 829
- Four Corners - 8 316
- Forest Glen - 6 897
- Darnestown - 6 723
- Hillandale - 5 774
- Layhill - 5 764
- Ashton-Sandy Spring - 5 746
- Friendship Heights Village - 5 360
- Brookmont - 3 751
- Burnt Mills - 3 592
- Chevy Chase - 2 904
- Derwood - 2 535

## Historique de vote
| Année | Poste     | Résultats               |
| ----- | --------- | ----------------------- |
| 2000  | Président | Gore 60,0 % - 36,0 %    |
| 2004  | Président | Kerry 69,0 % - 30,0 %   |
| 2008  | Président | Obama 73,0 % - 24,0 %   |
| 2012  | Président | Obama 61,0 % - 36,0 %   |
| 2016  | Président | Clinton 64,0 % - 31,0 % |
| 2020  | Président | Biden 69,0 % - 28,0 %   |

## Liste des Représentants du district
| Membre                             | Parti                 | Années                          | Congrès     | Histoire électorale | Zone géographique                        |
| ---------------------------------- | --------------------- | ------------------------------- | ----------- | --- | ---------------------------------------- |
| District établi le 4 mars 1793     |                       |                                 |             | |                                          |
| William Vans Murray (en)           | Pro Administration    | 4 mars 1793 - 3 mars 1795       | 3e , 4e     | Redécoupage depuis le 5e district et réélu en 1792. Réélu en 1794. Retrait.                                                                                         | 1793–1803                                |
| William Vans Murray (en)           | Fédéraliste           | 4 mars 1795 - 3 mars 1797       | 3e , 4e     | Redécoupage depuis le 5e district et réélu en 1792. Réélu en 1794. Retrait.                                                                                         | 1793–1803                                |
| John Dennis (en)                   | Fédéraliste           | 4 mars 1797 - 3 mars 1805       | 5e - 8e     | Élu en 1796. Réélu en 1798. Réélu en 1801. Réélu en 1803. Retrait.                                                                                                  | 1793–1803                                |
| John Dennis (en)                   | Fédéraliste           | 4 mars 1797 - 3 mars 1805       | 5e - 8e     | Élu en 1796. Réélu en 1798. Réélu en 1801. Réélu en 1803. Retrait.                                                                                                  | 1803–1813                                |
| Charles Goldsborough (en)          | Fédéraliste           | 4 mars 1805 - 3 mars 1817       | 9e - 14e    | Élu en 1804. Réélu en 1806. Réélu en 1808. Réélu en 1810. Réélu en 1812. Réélu en 1814. Retrait.                                                                    |                                          |
| Charles Goldsborough (en)          | Fédéraliste           | 4 mars 1805 - 3 mars 1817       | 9e - 14e    | Élu en 1804. Réélu en 1806. Réélu en 1808. Réélu en 1810. Réélu en 1812. Réélu en 1814. Retrait.                                                                    | 1813–1823                                |
| Thomas Bayly (en)                  | Fédéraliste           | 4 mars 1817 - 3 mars 1823       | 15e - 17e   | Élu en 1816. Réélu en 1818. Réélu en 1820. Retrait. |                                          |
| John S. Spence (en)                | Républicain-Démocrate | 4 mars 1823 - 3 mars 1825       | 18e         | Élu en 1822. perd sa réélection. | 1823–1833                                |
| Robert N. Martin (en)              | Anti-Jacksonien       | 4 mars 1825 - 3 mars 1827       | 19e         | Élu en 1824. Retrait. | 1823–1833                                |
| Ephraim King Wilson (en)           | Anti-Jacksonien       | 4 mars 1827 - 3 mars 1829       | 20e , 21e   | Élu en 1826. Réélu en 1829. Retrait. | 1823–1833                                |
| Ephraim King Wilson (en)           | Jacksonien (en)       | 4 mars 1829 - 3 mars 1831       | 20e , 21e   | Élu en 1826. Réélu en 1829. Retrait. | 1823–1833                                |
| John S. Spence (en)                | Anti-Jacksonien       | 4 mars 1831 - 3 mars 1833       | 22e         | Élu en 1831. | 1823–1833                                |
| John T. Stoddert (en)              | Jacksonien (en)       | 4 mars 1833 - 3 mars 1835       | 23e         | Élu en 1833. Retrait. | 1833–1835                                |
| District supprimé le 4 mars 1835   |                       |                                 |             | |                                          |
| District rétabli le 3 janvier 1967 |                       |                                 |             | |                                          |
| Gilbert Gude (en)                  | Républicain           | 3 janvier 1967 - 3 janvier 1977 | 90e - 94e   | Élu en 1966. Réélu en 1968. Réélu en 1970. Réélu en 1972. Réélu en 1974. Retrait.                                                                                   | 1967–1973Montgomery                      |
| Gilbert Gude (en)                  | Républicain           | 3 janvier 1967 - 3 janvier 1977 | 90e - 94e   | Élu en 1966. Réélu en 1968. Réélu en 1970. Réélu en 1972. Réélu en 1974. Retrait.                                                                                   | 1973–1983Montgomery                      |
| Newton Steers (en)                 | Républicain           | 3 janvier 1977 - 3 janvier 1979 | 95e         | Élu en 1976. perd sa réélection. |                                          |
| Michael D. Barnes (en)             | Démocrate             | 3 janvier 1979 - 3 janvier 1987 | 96e - 99e   | Élu en 1978. Réélu en 1980. Réélu en 1982. Réélu en 1984. Retrait pour se présenter comme Sénateur des États-Unis.                                                  |                                          |
| Michael D. Barnes (en)             | Démocrate             | 3 janvier 1979 - 3 janvier 1987 | 96e - 99e   | Élu en 1978. Réélu en 1980. Réélu en 1982. Réélu en 1984. Retrait pour se présenter comme Sénateur des États-Unis.                                                  | 1983–1993 Montgomery                     |
| Connie Morella                     | Républicain           | 3 janvier 1987 - 3 janvier 2003 | 100e - 107e | Élue en 1986. Réélue en 1988. Réélue en 1990. Réélue en 1992. Réélue en 1994. Réélue en 1996. Réélue en 1998. Réélue en 2000. perd sa réélection après redécoupage. |                                          |
| Connie Morella                     | Républicain           | 3 janvier 1987 - 3 janvier 2003 | 100e - 107e | Élue en 1986. Réélue en 1988. Réélue en 1990. Réélue en 1992. Réélue en 1994. Réélue en 1996. Réélue en 1998. Réélue en 2000. perd sa réélection après redécoupage. | 1993–2003 Montgomery                     |
| Chris Van Hollen                   | Démocrate             | 3 janvier 2003 - 3 janvier 2017 | 108e - 114e | Élu en 2002. Réélu en 2004. Réélu en 2006. Réélu en 2008. Réélu en 2010. Réélu en 2012. Réélu en 2014. Retrait pour se présenter comme Sénateur des États-Unis.     | 2003–2013 Montgomery, Prince George's    |
| Chris Van Hollen                   | Démocrate             | 3 janvier 2003 - 3 janvier 2017 | 108e - 114e | Élu en 2002. Réélu en 2004. Réélu en 2006. Réélu en 2008. Réélu en 2010. Réélu en 2012. Réélu en 2014. Retrait pour se présenter comme Sénateur des États-Unis.     | 2013–2023 Montgomery, Frederick, Carroll |
| Jamie Raskin                       | Démocrate             | 3 janvier 2017 - Présent        | 115e - 118e | Élu en 2016. Réélu en 2018. Réélu en 2020. Réélu en 2022. |                                          |
| Jamie Raskin                       | Démocrate             | 3 janvier 2017 - Présent        | 115e - 118e | Élu en 2016. Réélu en 2018. Réélu en 2020. Réélu en 2022. | 2023–present Montgomery                  |

## Résultats des récentes élections
Voici les résultats des dix précédents cycles électoraux dans le district.

### 2004
| Élection de 2004 du 8e district congressionnel du Maryland | Élection de 2004 du 8e district congressionnel du Maryland | Élection de 2004 du 8e district congressionnel du Maryland | Élection de 2004 du 8e district congressionnel du Maryland | Élection de 2004 du 8e district congressionnel du Maryland |
| ---------------------------------------------------------- | ---------------------------------------------------------- | ---------------------------------------------------------- | ---------------------------------------------------------- | ---------------------------------------------------------- |
| Parti                                                      | Parti                                                      | Candidat                                                   | Votes                                                      | %                                                          |
|                                                            | Démocrate                                                  | Chris Van Hollen (sortant)                                 | 215 129                                                    | 74,91                                                      |
|                                                            | Républicain                                                | Chuck Floyd                                                | 71 989                                                     | 25,07                                                      |
|                                                            | Write-In                                                   | Write-In                                                   | 79                                                         | 0,03                                                       |
| Total des votes                                            | Total des votes                                            | Total des votes                                            | 287 197                                                    | 100 %                                                      |
|                                                            | Les Démocrates conservent                                  |                                                            |                                                            |                                                            |

### 2006
| Élection de 2006 du 8e district congressionnel du Maryland | Élection de 2006 du 8e district congressionnel du Maryland | Élection de 2006 du 8e district congressionnel du Maryland | Élection de 2006 du 8e district congressionnel du Maryland | Élection de 2006 du 8e district congressionnel du Maryland |
| ---------------------------------------------------------- | ---------------------------------------------------------- | ---------------------------------------------------------- | ---------------------------------------------------------- | ---------------------------------------------------------- |
| Parti                                                      | Parti                                                      | Candidat                                                   | Votes                                                      | %                                                          |
|                                                            | Démocrate                                                  | Chris Van Hollen (sortant)                                 | 168 872                                                    | 76,52                                                      |
|                                                            | Républicain                                                | Jeffrey M. Stein                                           | 48 324                                                     | 21,90                                                      |
|                                                            | Vert                                                       | Gerard P. Giblin                                           | 3 298                                                      | 1,49                                                       |
|                                                            | Write-In                                                   | Write-In                                                   | 191                                                        | 0,09                                                       |
| Total des votes                                            | Total des votes                                            | Total des votes                                            | 220 685                                                    | 100 %                                                      |
|                                                            | Les Démocrates conservent                                  |                                                            |                                                            |                                                            |

### 2008
| Élection de 2008 du 8e district congressionnel du Maryland | Élection de 2008 du 8e district congressionnel du Maryland | Élection de 2008 du 8e district congressionnel du Maryland | Élection de 2008 du 8e district congressionnel du Maryland | Élection de 2008 du 8e district congressionnel du Maryland |
| ---------------------------------------------------------- | ---------------------------------------------------------- | ---------------------------------------------------------- | ---------------------------------------------------------- | ---------------------------------------------------------- |
| Parti                                                      | Parti                                                      | Candidat                                                   | Votes                                                      | %                                                          |
|                                                            | Démocrate                                                  | Chris Van Hollen (sortant)                                 | 229 740                                                    | 75,08                                                      |
|                                                            | Républicain                                                | Steve Hudson                                               | 66 351                                                     | 21,68                                                      |
|                                                            | Vert                                                       | Gordon Clark                                               | 6 828                                                      | 2,23                                                       |
|                                                            | Libertarien                                                | Ian Thomas                                                 | 2 562                                                      | 0,84                                                       |
|                                                            | Write-In                                                   | Write-In                                                   | 533                                                        | 0,17                                                       |
| Total des votes                                            | Total des votes                                            | Total des votes                                            | 306 014                                                    | 100 %                                                      |
|                                                            | Les Démocrates conservent                                  |                                                            |                                                            |                                                            |

### 2010
| Élection de 2010 du 8e district congressionnel du Maryland | Élection de 2010 du 8e district congressionnel du Maryland | Élection de 2010 du 8e district congressionnel du Maryland | Élection de 2010 du 8e district congressionnel du Maryland | Élection de 2010 du 8e district congressionnel du Maryland |
| ---------------------------------------------------------- | ---------------------------------------------------------- | ---------------------------------------------------------- | ---------------------------------------------------------- | ---------------------------------------------------------- |
| Parti                                                      | Parti                                                      | Candidat                                                   | Votes                                                      | %                                                          |
|                                                            | Démocrate                                                  | Chris Van Hollen (sortant)                                 | 153 613                                                    | 73,27                                                      |
|                                                            | Républicain                                                | Michael Lee Philips                                        | 52 421                                                     | 25,0                                                       |
|                                                            | Libertarien                                                | Mark Grannis                                               | 2 713                                                      | 1,29                                                       |
|                                                            | Constitution                                               | Fred Nordhom                                               | 696                                                        | 0,33                                                       |
|                                                            | Write-In                                                   | Write-In                                                   | 224                                                        | 0,11                                                       |
| Total des votes                                            | Total des votes                                            | Total des votes                                            | 209 667                                                    | 100 %                                                      |
|                                                            | Les Démocrates conservent                                  |                                                            |                                                            |                                                            |

### 2012
| Élection de 2012 du 8e district congressionnel du Maryland | Élection de 2012 du 8e district congressionnel du Maryland | Élection de 2012 du 8e district congressionnel du Maryland | Élection de 2012 du 8e district congressionnel du Maryland | Élection de 2012 du 8e district congressionnel du Maryland |
| ---------------------------------------------------------- | ---------------------------------------------------------- | ---------------------------------------------------------- | ---------------------------------------------------------- | ---------------------------------------------------------- |
| Parti                                                      | Parti                                                      | Candidat                                                   | Votes                                                      | %                                                          |
|                                                            | Démocrate                                                  | Chris Van Hollen (sortant)                                 | 217 531                                                    | 63,37                                                      |
|                                                            | Républicain                                                | Kenneth R. Timmerman                                       | 113 033                                                    | 32,93                                                      |
|                                                            | Libertarien                                                | Mark Grannis                                               | 7 235                                                      | 2,11                                                       |
|                                                            | Vert                                                       | George Gluck                                               | 5 064                                                      | 1,48                                                       |
|                                                            | Write-In                                                   | Write-In                                                   | 393                                                        | 0,11                                                       |
| Total des votes                                            | Total des votes                                            | Total des votes                                            | 343 256                                                    | 100 %                                                      |
|                                                            | Les Démocrates conservent                                  |                                                            |                                                            |                                                            |

### 2014
| Élection de 2014 du 8e district congressionnel du Maryland | Élection de 2014 du 8e district congressionnel du Maryland | Élection de 2014 du 8e district congressionnel du Maryland | Élection de 2014 du 8e district congressionnel du Maryland | Élection de 2014 du 8e district congressionnel du Maryland |
| ---------------------------------------------------------- | ---------------------------------------------------------- | ---------------------------------------------------------- | ---------------------------------------------------------- | ---------------------------------------------------------- |
| Parti                                                      | Parti                                                      | Candidat                                                   | Votes                                                      | %                                                          |
|                                                            | Démocrate                                                  | Chris Van Hollen (sortant)                                 | 136 722                                                    | 60,74                                                      |
|                                                            | Républicain                                                | Dave Wallace                                               | 87 859                                                     | 39,03                                                      |
|                                                            | Write-In                                                   | Write-In                                                   | 516                                                        | 0,23                                                       |
| Total des votes                                            | Total des votes                                            | Total des votes                                            | 225 097                                                    | 100 %                                                      |
|                                                            | Les Démocrates conservent                                  |                                                            |                                                            |                                                            |

### 2016
| Élection de 2016 du 8e district congressionnel du Maryland | Élection de 2016 du 8e district congressionnel du Maryland | Élection de 2016 du 8e district congressionnel du Maryland | Élection de 2016 du 8e district congressionnel du Maryland | Élection de 2016 du 8e district congressionnel du Maryland |
| ---------------------------------------------------------- | ---------------------------------------------------------- | ---------------------------------------------------------- | ---------------------------------------------------------- | ---------------------------------------------------------- |
| Parti                                                      | Parti                                                      | Candidat                                                   | Votes                                                      | %                                                          |
|                                                            | Démocrate                                                  | Jamie Raskin                                               | 220 657                                                    | 60,6                                                       |
|                                                            | Républicain                                                | Dan Cox                                                    | 124 651                                                    | 34,2                                                       |
|                                                            | Vert                                                       | Nancy Wallace                                              | 11 201                                                     | 3,1                                                        |
|                                                            | Libertarien                                                | Jasen Wunder                                               | 7 283                                                      | 2,0                                                        |
|                                                            | Write-In                                                   | Write-In                                                   | 532                                                        | 0,1                                                        |
| Total des votes                                            | Total des votes                                            | Total des votes                                            | 364 324                                                    | 100 %                                                      |
|                                                            | Les Démocrates conservent                                  |                                                            |                                                            |                                                            |

### 2018
| Élection de 2018 du 8e district congressionnel du Maryland | Élection de 2018 du 8e district congressionnel du Maryland | Élection de 2018 du 8e district congressionnel du Maryland | Élection de 2018 du 8e district congressionnel du Maryland | Élection de 2018 du 8e district congressionnel du Maryland |
| ---------------------------------------------------------- | ---------------------------------------------------------- | ---------------------------------------------------------- | ---------------------------------------------------------- | ---------------------------------------------------------- |
| Parti                                                      | Parti                                                      | Candidat                                                   | Votes                                                      | %                                                          |
|                                                            | Démocrate                                                  | Jamie Raskin (sortant)                                     | 217 679                                                    | 68,2                                                       |
|                                                            | Républicain                                                | John Walsh                                                 | 96 525                                                     | 30,2                                                       |
|                                                            | Libertarien                                                | Jasen Wunder                                               | 4 853                                                      | 1,5                                                        |
|                                                            | Write-In                                                   | Write-In                                                   | 273                                                        | 0,1                                                        |
| Total des votes                                            | Total des votes                                            | Total des votes                                            | 319 330                                                    | 100 %                                                      |
|                                                            | Les Démocrates conservent                                  |                                                            |                                                            |                                                            |

### 2020
| Élection de 2020 du 8e district congressionnel du Maryland | Élection de 2020 du 8e district congressionnel du Maryland | Élection de 2020 du 8e district congressionnel du Maryland | Élection de 2020 du 8e district congressionnel du Maryland | Élection de 2020 du 8e district congressionnel du Maryland |
| ---------------------------------------------------------- | ---------------------------------------------------------- | ---------------------------------------------------------- | ---------------------------------------------------------- | ---------------------------------------------------------- |
| Parti                                                      | Parti                                                      | Candidat                                                   | Votes                                                      | %                                                          |
|                                                            | Démocrate                                                  | Jamie Raskin (sortant)                                     | 274 716                                                    | 68,2                                                       |
|                                                            | Républicain                                                | Gregory Thomas Coll                                        | 127 157                                                    | 31,6                                                       |
|                                                            | Write-In                                                   | Write-In                                                   | 741                                                        | 0,2                                                        |
| Total des votes                                            | Total des votes                                            | Total des votes                                            | 402 614                                                    | 100 %                                                      |
|                                                            | Les Démocrates conservent                                  |                                                            |                                                            |                                                            |

### 2022
| Primaire démocrate de 2022 du 8e district congressionnel du Maryland | Primaire démocrate de 2022 du 8e district congressionnel du Maryland | Primaire démocrate de 2022 du 8e district congressionnel du Maryland | Primaire démocrate de 2022 du 8e district congressionnel du Maryland | Primaire démocrate de 2022 du 8e district congressionnel du Maryland |
| -------------------------------------------------------------------- | -------------------------------------------------------------------- | -------------------------------------------------------------------- | -------------------------------------------------------------------- | -------------------------------------------------------------------- |
| Parti                                                                | Parti                                                                | Candidat                                                             | Votes                                                                | %                                                                    |
|                                                                      | Démocrate                                                            | Jamie Raskin (sortant)                                               | 109 055                                                              | 93,9                                                                 |
|                                                                      | Démocrate                                                            | Andalib Odulate                                                      | 7 075                                                                | 6,1                                                                  |

| Primaire républicaine de 2022 du 8e district congressionnel du Maryland | Primaire républicaine de 2022 du 8e district congressionnel du Maryland | Primaire républicaine de 2022 du 8e district congressionnel du Maryland | Primaire républicaine de 2022 du 8e district congressionnel du Maryland | Primaire républicaine de 2022 du 8e district congressionnel du Maryland |
| ----------------------------------------------------------------------- | ----------------------------------------------------------------------- | ----------------------------------------------------------------------- | ----------------------------------------------------------------------- | ----------------------------------------------------------------------- |
| Parti                                                                   | Parti                                                                   | Candidat                                                                | Votes                                                                   | %                                                                       |
|                                                                         | Républicain                                                             | Gregory Coll                                                            | 11 445                                                                  | 83,6                                                                    |
|                                                                         | Républicain                                                             | Michael Yadeta                                                          | 2 245                                                                   | 16,4                                                                    |

| Élection de 2020 du 8e district congressionnel du Maryland | Élection de 2020 du 8e district congressionnel du Maryland | Élection de 2020 du 8e district congressionnel du Maryland | Élection de 2020 du 8e district congressionnel du Maryland | Élection de 2020 du 8e district congressionnel du Maryland |
| ---------------------------------------------------------- | ---------------------------------------------------------- | ---------------------------------------------------------- | ---------------------------------------------------------- | ---------------------------------------------------------- |
| Parti                                                      | Parti                                                      | Candidat                                                   | Votes                                                      | %                                                          |
|                                                            | Démocrate                                                  | Jamie Raskin (sortant)                                     | 211 842                                                    | 80,2                                                       |
|                                                            | Républicain                                                | Gregory Coll                                               | 47 965                                                     | 18,2                                                       |
|                                                            | Libertarien                                                | Andres Garcia                                              | 4 125                                                      | 1,6                                                        |
|                                                            | Write-In                                                   | Write-In                                                   | 274                                                        | 0,1                                                        |
| Total des votes                                            | Total des votes                                            | Total des votes                                            | 264 206                                                    | 100 %                                                      |
|                                                            | Les Démocrates conservent                                  |                                                            |                                                            |                                                            |

### 2024
| Primaire démocrate de 2024 du 8e district congressionnel du Maryland | Primaire démocrate de 2024 du 8e district congressionnel du Maryland | Primaire démocrate de 2024 du 8e district congressionnel du Maryland | Primaire démocrate de 2024 du 8e district congressionnel du Maryland | Primaire démocrate de 2024 du 8e district congressionnel du Maryland |
| -------------------------------------------------------------------- | -------------------------------------------------------------------- | -------------------------------------------------------------------- | -------------------------------------------------------------------- | -------------------------------------------------------------------- |
| Parti                                                                | Parti                                                                | Candidat                                                             | Votes                                                                | %                                                                    |
|                                                                      | Démocrate                                                            | Jamie Raskin (sortant)                                               | 103 071                                                              | 94,8                                                                 |
|                                                                      | Démocrate                                                            | Eric Felber                                                          | 5 636                                                                | 5,2                                                                  |

| Primaire républicaine de 2024 du 8e district congressionnel du Maryland | Primaire républicaine de 2024 du 8e district congressionnel du Maryland | Primaire républicaine de 2024 du 8e district congressionnel du Maryland | Primaire républicaine de 2024 du 8e district congressionnel du Maryland | Primaire républicaine de 2024 du 8e district congressionnel du Maryland |
| ----------------------------------------------------------------------- | ----------------------------------------------------------------------- | ----------------------------------------------------------------------- | ----------------------------------------------------------------------- | ----------------------------------------------------------------------- |
| Parti                                                                   | Parti                                                                   | Candidat                                                                | Votes                                                                   | %                                                                       |
|                                                                         | Républicain                                                             | Cheryl Riley                                                            | 9 647                                                                   | 69,2                                                                    |
|                                                                         | Républicain                                                             | Michael Yadeta                                                          | 4 290                                                                   | 30,8                                                                    |

| Élection de 2024 du 8e district congressionnel du Maryland | Élection de 2024 du 8e district congressionnel du Maryland | Élection de 2024 du 8e district congressionnel du Maryland | Élection de 2024 du 8e district congressionnel du Maryland | Élection de 2024 du 8e district congressionnel du Maryland |
| ---------------------------------------------------------- | ---------------------------------------------------------- | ---------------------------------------------------------- | ---------------------------------------------------------- | ---------------------------------------------------------- |
| Parti                                                      | Parti                                                      | Candidat                                                   | Votes                                                      | %                                                          |
|                                                            | Démocrate                                                  | Jamie Raskin (sortant)                                     | 292 101                                                    | 76,8                                                       |
|                                                            | Républicain                                                | Cheryl Riley                                               | 77 821                                                     | 20,5                                                       |
|                                                            | Libertarien                                                | Nancy Wallace                                              | 9612                                                       | 2,5                                                        |
|                                                            | Write-In                                                   | Write-In                                                   | 786                                                        | 0,2                                                        |
| Total des votes                                            | Total des votes                                            | Total des votes                                            | 380 320                                                    | 100 %                                                      |
|                                                            | Les Démocrates conservent                                  |                                                            |                                                            |                                                            |